# Annona exsucca
Annona exsucca är en kirimojaväxtart som beskrevs av Dc. Annona exsucca ingår i släktet annonor, och familjen kirimojaväxter. Inga underarter finns listade i Catalogue of Life.